# Ashigara (1929)
El Ashigara (足柄) fue un crucero pesado de la Clase Myōkō perteneciente a la Armada Imperial Japonesa que participó en acciones en el área de las Filipinas como parte del frente del Pacífico durante la Segunda Guerra Mundial.

## Diseño y características
El crucero Ashigara fue producto del plan del modernización de la flota japonesa en 1922, fue diseñado como parte de la Clase Myōkō por el vicealmirante Yuzuru Hiraga,  bajo los acuerdos del Tratado naval de Washington.
Tenía un desplazamiento inicial de 10.000 t y fue construido en los astilleros de Kawasaki en Kobe.  Fue botado en 1928 y comisionado en abril de 1929.  Sin embargo, en el plan de modernización de 1930, el Ashigara incrementó su desplazamiento a 14.743 t reales a plena carga.
Como el resto de su clase, el Ashigara tenía problemas de habitabilidad por deficiencias en el sistema de ventilación.
Tenía un blindaje suficiente de 102 mm en el cinturón y de 37 mm en la cubierta principal, el puente no estaba blindado.
A lo largo de su vida operativa fue modernizado varias veces incrementándose su capacidad antiaérea y se le proveyó de sistemas de detección.
Tenía dos catapultas y embarcó inicialmente hidroaviones Nakajima E8N1 Tipo 95.

## Historial operativo
El Ashigara fue comisionado en agosto de 1929 y asignado a la 4.ª División de cruceros pesados.  El abril de 1930 tomó parte de la Revista naval en honor al emperador Hirohito.
En 1935, mientras realizaba ejercicios de entrenamiento artillero sufrió un accidente al estallar una munición en la torreta n.º 2 matando a 41 hombres, afortunadamente no explosionaron los pañoles de munición.  Fue llevado a Sasebo para su reparación.
Se aprovechó la ocasión para adicionar un sistema de bulges antitorpedo a su casco.
En mayo de 1937, participó en Spithead, Portsmouth, Inglaterra,  como navío de representación en la Revista Naval en honor al jubileo de la Coronación del Rey Jorge VI donde causó una excelente impresión a los entendidos navales de otros países.  El Ashigara en esa ocasión ancló al lado del Acorazado de bolsillo Admiral Graf Spee y sus tripulaciones se visitaron mutuamente.
En esa misma ocasión fue invitado a participar en maniobras antiaéreas en Dover, donde el teniente comandante, Makino Shigeru, tomó nota de las estaciones de radar sobresalientes en la costa, informando de sus observaciones al Alto Mando japonés.
A fines de mayo fue invitado a Kiel, Alemania donde la tripulación visitó Berlín.
Participó en la segunda guerra sino-japonesa, en esa ocasión proporcionó ayuda frente al S.O.S emitido por el transatlántico SS President Hoover encallado en los bajos de Isla Verde rescatando a parte de los 700 pasajeros que transportaba. 
En julio de 1941, permaneció en aguas del Mar de China para apoyar las operaciones de desembarco de tropas japonesas en Indochina.
En diciembre de ese año fue enviado a Sasebo y adscrito como buque insignia del almirante Ibo Takahashi al mando de la 16.ª división de cruceros.

## Segunda Guerra Mundial
En la apertura de la Guerra con Estados Unidos, participó el 7 de diciembre de 1941 en operaciones de invasión japonesa de las Filipinas.
El 11 de diciembre, estando en Vigan, a 100 kilómetros al noroeste de Lingayen,  fue bombardeado en altura,  sin recibir impactos,  por una escuadrilla de 6 bombarderos Boeing B-17  que lo confundieron con el  acorazado Haruna. 
Participó en enero de 1942  apoyando desembarcos en Mako, Formosa y Borneo.
El 27 de febrero de 1942 participó en la segunda Batalla del Mar de Java entablando combate con fuerzas anglo-holandesas al mando del almirante Karol Doorman. 
El Ashigara se batió con el   crucero Exeter y el  HMS Encounter inmovilizándolo y siendo finalmente hundido.
El resto de 1942 y en casi todo el año 1943 participó en diferentes operaciones como buque insignia en el suroeste de las Filipinas, teniendo como con base Surabaya, se le adicionó un radar tipo 21 y se le incrementó su artillería antiaérea. 
En 1944, mantuvo su estatus de buque insignia de la 16.ª División de cruceros y participó como transporte de tropas en el área de Birmania,  transportando tropas entre Singapur y Merquiui.  En febrero de 1944  fue asignado a la 21.ª División de cruceros con base en Singapur y en marzo se le envió a Sasebo para la instalación de un radar tipo 22, su capacidad antiaérea fue nuevamente incrementada.
El 24 de octubre de 1944 participó en la Operación Sho-I-Go como parte de la 21 ºdivisión de cruceros junto al  Nachi.
Estando en misión de reconocimiento bajo las órdenes del vicealmirante Shima en la Batalla del Estrecho de Surigao, el Nachi fue embestido accidentalmente por el  crucero Mogami, el Ashigara logró evitar la colisión. 
El Ashigara junto a cinco destructores fueron las únicas naves japonesas que escaparon del Estrecho de Surigao indemnes.
El 27 de octubre, el Ashigara escapó al bombardeo del puerto de Manila, ese mismo día el Nachi fue sorprendido realizando pruebas fuera de Corregidor y finalmente hundido por la aviación enemiga.
El 25 de diciembre de 1944, el Ashigara y el crucero  Oyodo participaron en acciones de cañoneo al paso contra los americanos en la cabeza de playa de San José.
El 26 de diciembre fue dañado por un impacto directo de una bomba de 250 kg arrojada por un B-25 en el mar de Mindoro  y debió ingresar a dique seco para reparaciones en Singapur, en esa ocasión se le preparó para transportar tropas.
Una vez reparado sirvió como transporte de tropas entre la Bahía de Bengala y las Indias Orientales Neerlandesas.
El 22 de abril fue atacado sin éxito por el submarino holandés MS O 19, perdiéndose los cuatro torpedos dirigidos contra el Ashigara. 

### Final

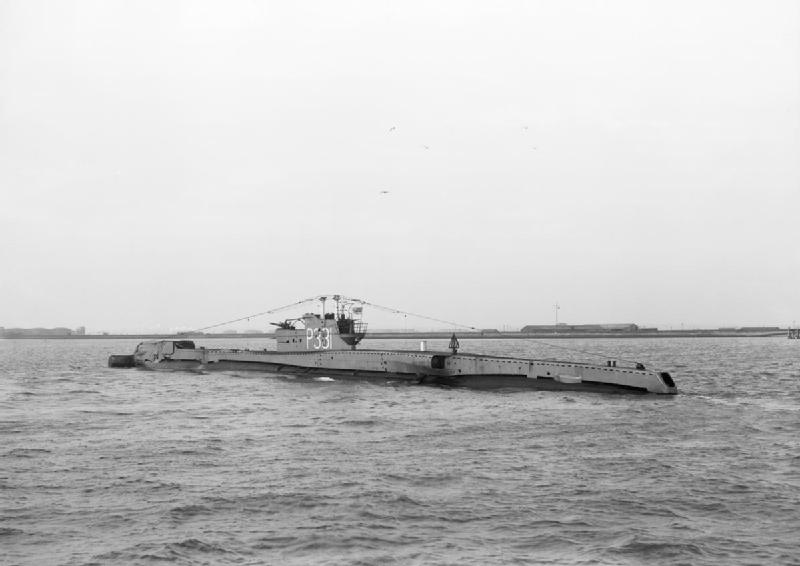
HMS Trenchant (P-331)

El 8 de junio de 1945, el Ashigara zarpó de Batavia hacía las Singapur con 1.600 soldados a bordo, escoltado por el destructor   Kamikaze.  
Al salir del estrecho de Bangka fue emboscado por tres submarinos aliados, USS Blueback , HMS Stygian y el HMS Trenchant,  los dos primeros fueron obligados a sumergirse debido al ataque del destructor japonés; pero el HMS Trenchant aprovechó hasta el último instante para situarse y disparar 8 torpedos en abanico al crucero Ashigara,  el crucero japonés intentó peinar las estelas; pero se topó con un campo minado y no pudo completar la maniobra siendo alcanzado por 5 de ellos.
El Ashigara fue prácticamente desmantelado y volcó sobre su costado perdiéndose 1.200 soldados y 100 tripulantes, solo 400 soldados y 853 marinos fueron rescatados por el Kamikaze, incluido su capitán, el contralmirante Miura.

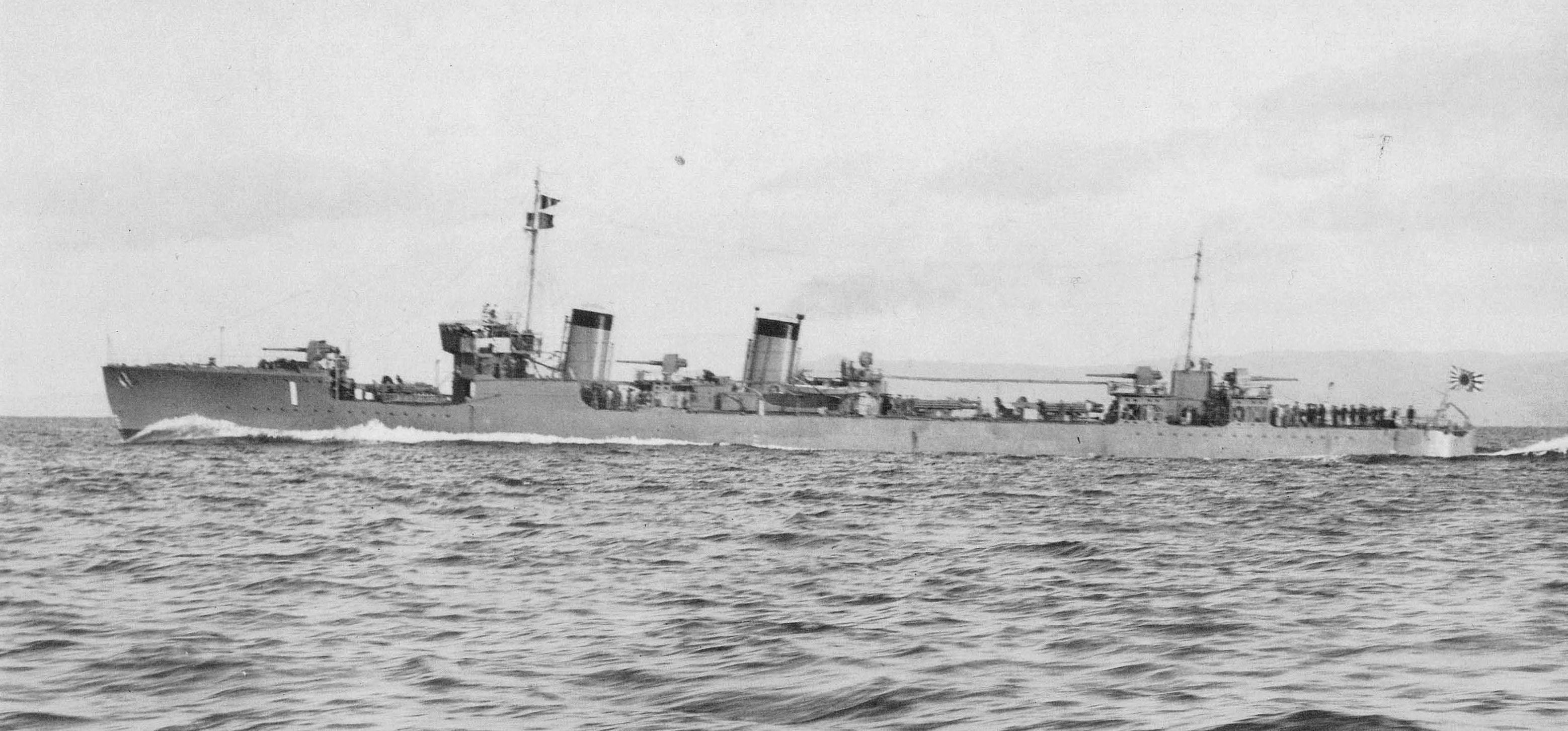
Destructor Kamikaze, escolta del crucero pesado Ashigara.

Los restos del Ashigara reposan cerca del bajío de Hendrik Klippen a 60 m de profundidad.